# Lista nagród serialu Dr House
Lista nagród przyznanych serialowi Dr House.
Serial jest wysoko oceniany przez większość krytyków filmowych. Gazeta Washington Post nazwała go najlepszym dramatem medycznym od debiutu "Ostrego Dyżuru". Został także uhonorowany licznymi nagrodami:
Hollywoodzkie Stowarzyszenie Prasy Zagranicznej - Złoty Glob
- 2006:
Najlepszy aktor w serialu dramatycznym - Hugh Laurie
- 2007:
Najlepszy aktor w serialu dramatycznym - Hugh Laurie
- 2008:
nominacja: Najlepszy aktor w serialu dramatycznym - Hugh Laurie
nominacja: Najlepszy serial dramatyczny
- 2009:
nominacja: Najlepszy aktor w serialu dramatycznym - Hugh Laurie
nominacja: Najlepszy serial dramatyczny
- 2010:
nominacja: Najlepszy aktor w serialu dramatycznym - Hugh Laurie
nominacja: Najlepszy serial dramatyczny[2]

Amerykańska Akademia Telewizyjna - Emmy
- 2005: 
Najlepszy scenariusz serialu dramatycznego - David Shore za odcinek Three Stories
nominacja: Najlepszy aktor w serialu dramatycznym - Hugh Laurie
nominacja: Najlepsza czołówka
nominacja: Najlepsza muzyka w serialu - Christopher Hoag za odcinek pilotażowy
nominacja: Najlepsza obsada serialu dramatycznego
- 2006:
nominacja:Najlepszy serial dramatyczny
nominacja:Najlepsza obsada serialu dramatycznego
nominacja: Najlepsza scenografia w serialu kręconym przy użyciu jednej kamery - Danielle Berman, Derek R. Hill
- 2007:
Najlepsza charakteryzacja w serialu, miniserialu lub filmie telewizyjnym - Dalia Dokter, Jamie Kelman, Ed French za odcinek Que Sera Sera
nominacja: Najlepszy serial dramatyczny
nominacja:Najlepszy aktor w serialu dramatycznym - Hugh Laurie
nominacja: Najlepszy gościnny występ w serialu dramatycznym - David Morse
- 2008:
Najlepsza reżyseria serialu dramatycznego - Greg Yaitanes za odcinek House’s Head
nominacja: Najlepszy serial dramatyczny
nominacja: Najlepszy aktor w serialu dramatycznym - Hugh Laurie
nominacja: Najlepsza muzyka w serialu - Jason Derlatka, Jon Ehrlich za odcinek Guardian Angels
- 2009:
nominacja: Najlepszy serial dramatyczny
nominacja: Najlepszy aktor w serialu dramatycznym - Hugh Laurie
nominacja: Najlepszy dźwięk w serialu komediowym lub dramatycznym - Gerry Lentz, Rich Weingart, Von Varga

Brytyjska Akademia Sztuk Filmowych i Telewizyjnych - BAFTA
- 2007:
nominacja: Najlepszy program lub serial zagraniczny

Akademia Science Fiction, Fantasy i Horroru - Saturn
- 2006:
nominacja: Najlepszy serial wydany na DVD

Amerykański Instytut Filmowy
- 2005:
nominacja: Oficjalna selekcja do kategorii program roku

Międzynarodowa Akademia Prasy - Satelita
- 2005:
 Najlepszy serial dramatyczny
Najlepszy aktor w serialu dramatycznym - Hugh Laurie
Najlepsza aktorka drugoplanowa w serialu, miniserialu lub filmie telewizyjnym - Lisa Edelstein
nominacja:Najlepsze wydanie DVD serialu
- 2006:
Najlepszy serial dramatyczny
Najlepszy aktor w serialu dramatycznym- Hugh Laurie
- 2007:
nominacja: Najlepszy aktor w serialu dramatycznym - Hugh Laurie

Amerykańska Gildia Aktorów Filmowych - Aktor
- 2006:
nominacja: Najlepszy aktor w serialu dramatycznym - Hugh Laurie
- 2007:
Najlepszy aktor w serialu dramatycznym - Hugh Laurie
- 2008:
nominacja: Najlepszy aktor w serialu dramatycznym - Hugh Laurie
- 2009:
Najlepszy aktor w serialu dramatycznym - Hugh Laurie
nominacja: Najlepszy zespół aktorski w serialu dramatycznym

Amerykańska Gildia Producentów Filmowych - Złoty Laur
- 2007:
nominacja: Najlepszy producent serialu dramatycznego - David Shore, Katie Jacobs
- 2008:
nominacja: Najlepszy producent serialu dramatycznego - Daniel Sackheim, David Shore, Katie Jacobs

Amerykańska Gildia Reżyserów Filmowych
- 2006:
nominacja: Najlepsze osiągnięcie reżyserskie w serialu dramatycznym wyświetlanym wieczorem - Paris Barclay

za odcinek Three stories
Amerykańska Gildia Scenarzystów
- 2006:
Najlepszy scenariusz odcinka serialu dramatycznego - Lawrence Kaplow za odciek Autopsy
- 2009:
nominacja: Najlepszy scenariusz odcinka serialu dramatycznego - Doris Egan, Leonard Dick za odcinek Don’t Ever Change

Amerykańskie Stowarzyszenie Operatorów Filmowych
- 2007:
nominacja: Najlepsze zdjęcia do odcinka serialu - Gale Tattersall za odcinek Meaning
- 2009:
nominacja: Najlepsze zdjęcia do odcinka serialu - Gale Tattersall za odcinek House’s Head

Nagrody Amerykańskiej Publiczności (People's Choice) - Kryształowa Statuetka
- 2007:
nominacja: Ulubiony dramat telewizyjny
- 2008:
Ulubiony dramat telewizyjny
- 2009:
Ulubiony dramat telewizyjny

Nagrody Telekamery Tele Tygodnia
- 2010:
Serial Zagraniczny